# فرودگاه شهری سولفور اسپرینگز
فرودگاه شهری سولفور اسپرینگز (به انگلیسی: Sulphur Springs Municipal Airport) یک فرودگاه همگانی با کد یاتا SLR است که یک باند فرود آسفالت دارد و طول باند آن ۱۵۲۴ متر است. این فرودگاه در کشور ایالات متحده آمریکا قرار دارد و در ارتفاع ۱۴۹ متری از سطح دریا واقع شده است.